# Jennifer Daniel
Jennifer Daniel es una artista, diseñadora y directora de arte estadounidense. Es la jefa del subcomité de emoji del consorcio Unicode y ha trabajado para The New York Times y The New Yorker.

## Biografía
Daniel creció en Kansas. Desde que era adolescente ha hecho una crónica de su vida en forma de cuaderno de bocetos, donde documenta momentos memorables con su familia junto con dibujos en cuadrícula.
Se graduó del Maryland Institute College of Art y trabajó en The New York Times. Más tarde enseñó escritura creativa en la Escuela de Artes Visuales de la ciudad de Nueva York. Desde septiembre de 2009 hasta julio de 2011, trabajó en un espacio de estudio en Pencil Factory en Greenpoint, Brooklyn.
En 2015 se publicó su primer libro infantil Space! Posteriormente publicó The Origin of (Almost) Everything [El origen de (casi) todo] (2016), que incluía una introducción de Stephen Hawking, y How to Be Human (2017).
Daniel es miembro del Art Director's Club. Su trabajo ha sido reconocido por la Society of Illustrators.

### Trabajo en Unicode y en emojis
La primera contribución de Daniel en Unicode fue estandarizar las representaciones inclusivas de género en los emoji. Creó a la Señora Claus, la mujer con esmoquin, el hombre con velo y otros 30 emoji inclusivos.
Además de su trabajo para el consorcio Unicode, Daniel se desempeña como Directora Creativa de Expressions para Android y Google.